# Menhir du Cloître

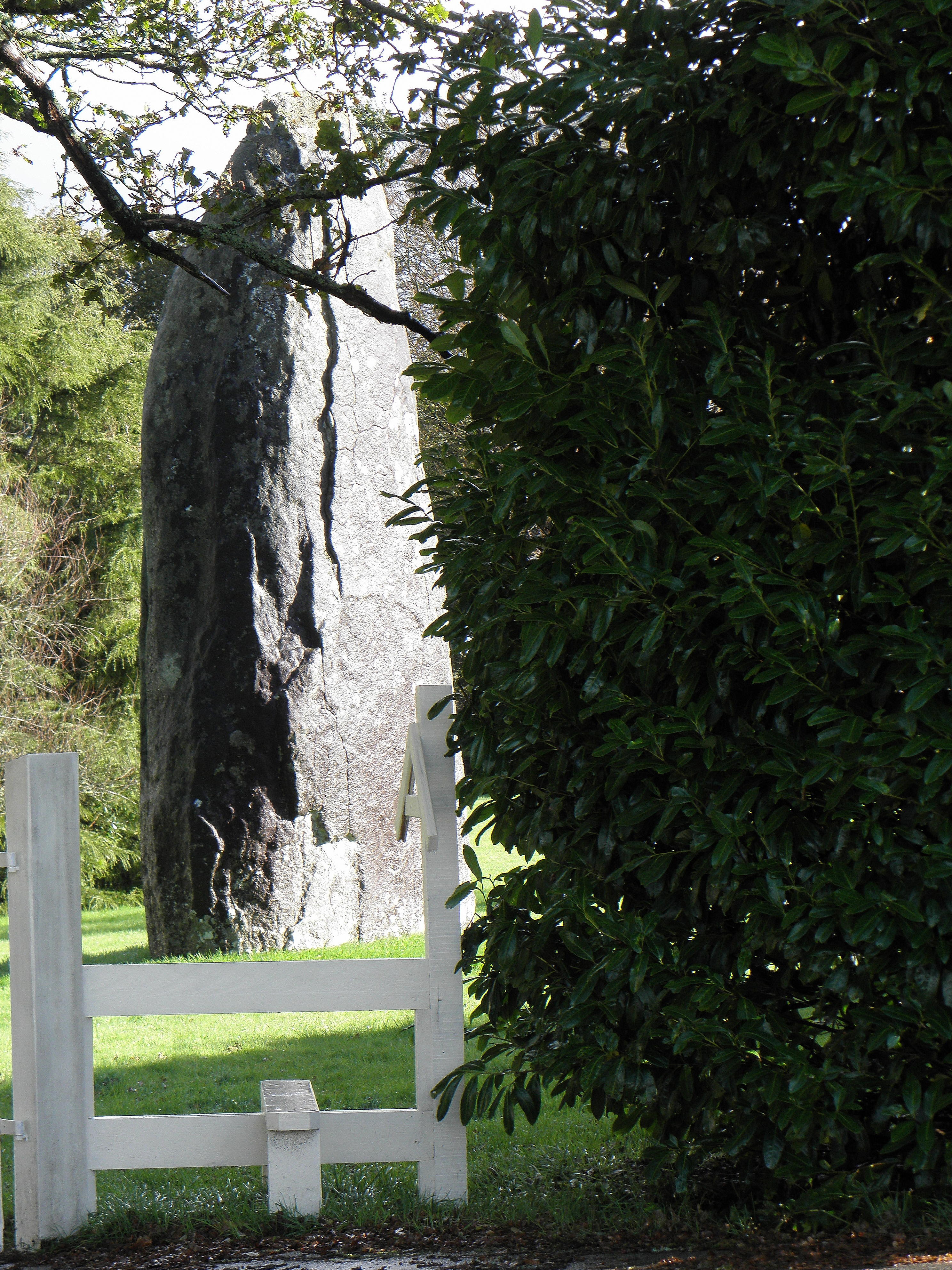
Menhir du Cloître

Der etwa 8,0 m hohe phallische Menhir du Cloître (auch  Menhir von St-Guinec genannt) ist aus blauem Brennilis-Granit und steht südöstlich des Weilers Le Cloître, nordöstlich der Straße D 764, etwa 3,2 Kilometer westlich von Huelgoat im Département Finistère in der Bretagne in Frankreich.
Wie beim Menhir von Kerampeulven ist seine flache Seite in Richtung auf die Schachthöhle Grotte du Diable (französisch Trou au Diable) gerichtet.
Paul du Chatellier (1833–1911) berichtet von einem anderen großen Menhir, der von Steinmetzen zerstört wurde. Die Flurnamen bestätigen die Anwesenheit weiterer Menhire (Peulven Pella, Peulven Mari, Peulven Arm und Peulven Bihan).